# Azerbeidzjan op de Olympische Zomerspelen 2024
Azerbeidzjan nam deel aan de Olympische Zomerspelen 2024 in Parijs.

## Medailleoverzicht
| Medaille | Naam                   | Sport     | Onderdeel                          | Datum            |
| -------- | ---------------------- | --------- | ---------------------------------- | ---------------- |
| Goud     | Hidayet Heydarov       | Judo      | Licht -73 kg (m)                   | 29 juli 2024     |
| Goud     | Zelym Kotsoiev         | Judo      | Half zwaar -100 kg (m)             | 1 augustus 2024  |
|          |                        |           |                                    |                  |
| Zilver   | Gashim Magomedov       | Taekwondo | Vlieggewicht -58 kg (m)            | 7 augustus 2024  |
| Zilver   | Gashim Magomedov       | Boksen    | Zwaargewicht -92 kg (m)            | 9 augustus 2024  |
|          |                        |           |                                    |                  |
| Brons    | Hasrat Jafarov         | Worstelen | Grieks-Romeins Licht -67 kg (m)    | 8 augustus 2024  |
| Brons    | Giorgi Meshvildishvili | Worstelen | Vrije stijl Superzwaar -125 kg (m) | 10 augustus 2024 |
| Brons    | Magomedkhan Magomedov  | Worstelen | Vrije stijl Zwaar -97 kg (m)       | 11 augustus 2024 |

## Aantal deelnemers
Hieronder volgt een overzicht van de atleten die deelnamen aan de Olympische Zomerspelen van 2024.
| Sport        | Mannen | Vrouwen | Totaal |
| ------------ | ------ | ------- | ------ |
| Atletiek     | 0      | 1       | 1      |
| Badminton    | 1      | 1       | 2      |
| Basketbal    | 0      | 4       | 4      |
| Boksen       | 5      | 0       | 5      |
| Boogschieten | 0      | 1       | 1      |
| Gymnastiek   | 0      | 7       | 7      |
| Judo         | 7      | 2       | 9      |
| Roeien       | 0      | 1       | 1      |
| Schermen     | 0      | 1       | 1      |
| Schietsport  | 1      | 0       | 1      |
| Taekwondo    | 1      | 0       | 1      |
| Triatlon     | 1      | 0       | 1      |
| Worstelen    | 11     | 1       | 12     |
| Zwemmen      | 1      | 1       | 2      |
| Totaal       | 28     | 20      | 48     |

## Deelnemers en resultaten

### Atletiek

#### Technische nummers
Vrouwen
| atlete                | onderdeel      | kwalificaties | kwalificaties | finale  | finale |
| atlete                | onderdeel      | afstand       | rang          | afstand | rang   |
| --------------------- | -------------- | ------------- | ------------- | ------- | ------ |
| Maryna Bekh-Romanchuk | hamerslingeren | 72,55 m       | 6 q           | 73,66 m | 7      |

### Badminton
Mannen
| atleet             | onderdeel | groepsfase             | groepsfase              | groepsfase           | groepsfase | eliminatie           | kwartfinale          | halve finale         | finale / BM          | finale / BM    |
| atleet             | onderdeel | tegenstander uitslag   | tegenstander uitslag    | tegenstander uitslag | rang       | tegenstander uitslag | tegenstander uitslag | tegenstander uitslag | tegenstander uitslag | rang           |
| ------------------ | --------- | ---------------------- | ----------------------- | -------------------- | ---------- | -------------------- | -------------------- | -------------------- | -------------------- | -------------- |
| Ade Resky Dwicahyo | enkelspel | Filimon W 21-18, 21-11 | Antonsen V 10-21, 14-21 | n.v.t.               | 2          | niet geplaatst       | niet geplaatst       | niet geplaatst       | niet geplaatst       | niet geplaatst |

Vrouwen
| atleet                  | onderdeel | groepsfase           | groepsfase             | groepsfase           | groepsfase | eliminatie           | kwartfinale          | halve finale         | finale / BM          | finale / BM    |
| atleet                  | onderdeel | tegenstander uitslag | tegenstander uitslag   | tegenstander uitslag | rang       | tegenstander uitslag | tegenstander uitslag | tegenstander uitslag | tegenstander uitslag | rang           |
| ----------------------- | --------- | -------------------- | ---------------------- | -------------------- | ---------- | -------------------- | -------------------- | -------------------- | -------------------- | -------------- |
| Keisha Fatimah Az Zahra | enkelspel | He B V 8-21, 7-21    | Gilmour V 13-21, 11-21 | n.v.t.               | 3          | niet geplaatst       | niet geplaatst       | niet geplaatst       | niet geplaatst       | niet geplaatst |

### Basketbal

#### 3x3
Vrouwen
| Olympiër                                                          | Discipline | Resultaat | Prestatie |
| ----------------------------------------------------------------- | ---------- | --------- | --------- |
| Marcedes Walker Alexandra Mollenhauer Dina Ulyanova Tiffany Hayes | 3x3        | 7         | zie onder |

| Groep |                  |             |             |             |            |            |            |        |
| #     | Land             | Wedstrijden | Wedstrijden | Wedstrijden | Doelpunten | Doelpunten | Doelpunten | Punten |
| #     | Land             | GW          | W           | V           | V          | T          | Saldo      | Punten |
| 1     | Duitsland        | 7           | 6           | 1           | 117        | 100        | +17        | 13     |
| 2     | Spanje           | 7           | 4           | 3           | 115        | 114        | +1         | 11     |
| 3     | Verenigde Staten | 7           | 4           | 3           | 108        | 109        | -1         | 11     |
| 4     | Canada           | 7           | 4           | 3           | 129        | 112        | +17        | 11     |
| 5     | Australië        | 7           | 4           | 3           | 127        | 122        | +5         | 11     |
| 6     | China            | 7           | 2           | 5           | 107        | 123        | -16        | 9      |
| 7     | Azerbeidzjan     | 7           | 2           | 5           | 106        | 123        | -17        | 9      |
| 8     | Frankrijk        | 7           | 2           | 5           | 99         | 105        | -6         | 9      |

| groepsfase   | 30 juli 2024    | 21:00          | Azerbeidzjan     | 16 - 18        | Spanje         |                |                |
| groepsfase   | 31 juli 2024    | 21:30          | Verenigde Staten | 17 - 20        | Azerbeidzjan   |                |                |
| groepsfase   | 1 augustus 2024 | 12:30          | Azerbeidzjan     | 10 - 15        | Frankrijk      |                |                |
| groepsfase   | 1 augustus 2024 | 18:30          | Duitsland        | 12 - 8         | Azerbeidzjan   |                |                |
| groepsfase   | 2 augustus 2024 | 09:30          | Australië        | 21 - 12        | Azerbeidzjan   |                |                |
| groepsfase   | 2 augustus 2024 | 17:30          | Azerbeidzjan     | 21 - 19        | China          |                |                |
| groepsfase   | 3 augustus 2024 | 17:30          | Canada           | 21 - 19        | Azerbeidzjan   |                |                |
|              |                 |                |                  |                |                |                |                |
| kwartfinale  | niet geplaatst  | niet geplaatst | niet geplaatst   | niet geplaatst | niet geplaatst | niet geplaatst | niet geplaatst |
|              |                 |                |                  |                |                |                |                |
| halve finale | niet geplaatst  | niet geplaatst | niet geplaatst   | niet geplaatst | niet geplaatst | niet geplaatst | niet geplaatst |
|              |                 |                |                  |                |                |                |                |
| finale       | niet geplaatst  | niet geplaatst | niet geplaatst   | niet geplaatst | niet geplaatst | niet geplaatst | niet geplaatst |

### Boksen
Mannen
| atleet              | onderdeel         | eerste ronde         | tweede ronde         | kwartfinale          | halve finale         | finale               | rang           |
| atleet              | onderdeel         | tegenstander uitslag | tegenstander uitslag | tegenstander uitslag | tegenstander uitslag | tegenstander uitslag | rang           |
| ------------------- | ----------------- | -------------------- | -------------------- | -------------------- | -------------------- | -------------------- | -------------- |
| Nijat Huseynov      | vlieggewicht      | n.v.t.               | Alcántara V 0 - 5    | niet geplaatst       | niet geplaatst       | niet geplaatst       | niet geplaatst |
| Malik Hasanov       | lichtgewicht      | n.v.t.               | Guruli V 0 - 5       | niet geplaatst       | niet geplaatst       | niet geplaatst       | niet geplaatst |
| Murad Allahverdiyev | middengewicht     | n.v.t.               | Oraby W 5 - 0        | N. Oralbay V 0 - 5   | niet geplaatst       | niet geplaatst       | niet geplaatst |
| Loren Alfonso       | zwaargewicht      | n.v.t.               | La Cruz W 3 - 2      | A. Oralbay W 3 - 2   | Reyes W 4 - 1        | Mullojonov V 0 - 5   | Zilver         |
| Mahammad Abdullayev | superzwaargewicht | n.v.t.               | Tiafack V 0 - 5      | niet geplaatst       | niet geplaatst       | niet geplaatst       | niet geplaatst |

### Boogschieten
Vrouwen
| atleet              | onderdeel   | plaatsingsronde | plaatsingsronde | eerste ronde         | tweede ronde         | derde ronde          | kwartfinale          | halve finale         | finale / BM          | finale / BM |
| atleet              | onderdeel   | score           | rang            | tegenstander uitslag | tegenstander uitslag | tegenstander uitslag | tegenstander uitslag | tegenstander uitslag | tegenstander uitslag | rang        |
| ------------------- | ----------- | --------------- | --------------- | -------------------- | -------------------- | -------------------- | -------------------- | -------------------- | -------------------- | ----------- |
| Yaylagul Ramazanova | individueel | 647             | 39              | Qixuan W 6 - 5       | Kroppen V 2 - 6      | niet geplaatst       | niet geplaatst       | niet geplaatst       | niet geplaatst       | 17          |

### Gymnastiek

#### Ritmisch
| atlete           | onderdeel   | kwalificatie | kwalificatie | kwalificatie | kwalificatie | kwalificatie | kwalificatie | finale         | finale         | finale         | finale         | finale         | finale         |
| atlete           | onderdeel   | hoepel       | bal          | knotsen      | lint         | totaal       | rang         | hoepel         | bal            | knotsen        | lint           | totaal         | rang           |
| ---------------- | ----------- | ------------ | ------------ | ------------ | ------------ | ------------ | ------------ | -------------- | -------------- | -------------- | -------------- | -------------- | -------------- |
| Zohra Aghamirova | individueel | 32,500       | 30,200       | 26,750       | 28,400       | 117,850      | 19           | niet geplaatst | niet geplaatst | niet geplaatst | niet geplaatst | niet geplaatst | niet geplaatst |

| atleten                                                                              | onderdeel | kwalificatie | kwalificatie         | kwalificatie | kwalificatie | finale   | finale               | finale | finale |
| atleten                                                                              | onderdeel | 5 linten     | 3 knotsen, 2 hoepels | totaal       | rang         | 5 linten | 3 knotsen, 2 hoepels | totaal | rang   |
| ------------------------------------------------------------------------------------ | --------- | ------------ | -------------------- | ------------ | ------------ | -------- | -------------------- | ------ | ------ |
| Gullu Aghalarzade Laman Alimuradova Zeynab Hummatova Yelyzaveta Luzan Darya Sorokina | team      | 33,850       | 28,150               | 62,000       | 8 Q          | 34,850   | 31,600               | 66,450 | 5      |

#### Trampoline
| atlete           | onderdeel | kwalificaties | kwalificaties | finale         | finale         |
| atlete           | onderdeel | score         | rang          | score          | rang           |
| ---------------- | --------- | ------------- | ------------- | -------------- | -------------- |
| Seljan Mahsudova | vrouwen   | 53,750        | 10            | niet geplaatst | niet geplaatst |

### Judo
Mannen
| atleet           | onderdeel | eerste ronde         | tweede ronde          | derde ronde           | kwartfinale          | halve finale         | herkansing           | finale / BM           | finale / BM    |
| atleet           | onderdeel | tegenstander uitslag | tegenstander uitslag  | tegenstander uitslag  | tegenstander uitslag | tegenstander uitslag | tegenstander uitslag | tegenstander uitslag  | rang           |
| ---------------- | --------- | -------------------- | --------------------- | --------------------- | -------------------- | -------------------- | -------------------- | --------------------- | -------------- |
| Balabay Aghayev  | −60 kg    | n.v.t.               | bye                   | Kim W-j V 00 - 10     | niet geplaatst       | niet geplaatst       | niet geplaatst       | niet geplaatst        | niet geplaatst |
| Yashar Najafov   | −66 kg    | n.v.t.               | Bunčić V 00 - 01      | niet geplaatst        | niet geplaatst       | niet geplaatst       | niet geplaatst       | niet geplaatst        | niet geplaatst |
| Hidayat Heydarov | −73 kg    | n.v.t.               | bye                   | Butbul W 10 - 00      | Margelidon W 10 - 00 | Gjakova W 01 - 00    | bye                  | Gaba W 10 - 00        | Goud           |
| Zelim Tckaev     | −81 kg    | bye                  | Oumar Djalo V 00 - 10 | niet geplaatst        | niet geplaatst       | niet geplaatst       | niet geplaatst       | niet geplaatst        | niet geplaatst |
| Murad Fatiyev    | −90 kg    | n.v.t.               | Žgank W 01 - 00       | Hambou V 00 - 10      | niet geplaatst       | niet geplaatst       | niet geplaatst       | niet geplaatst        | niet geplaatst |
| Zelym Kotsoiev   | −100 kg   | n.v.t.               | bye                   | Kuczera W 10 - 00     | Paltchik W 01 - 00   | Turboyev W 01 - 00   | bye                  | Sulamanidze W 10 - 01 | Goud           |
| Ushangi Kokauri  | +100 kg   | n.v.t.               | Silva W 10 - 00       | Puumalainen W 10 - 00 | Kim M-j V 00 - 10    | niet geplaatst       | Granda V 00 - 10     | niet geplaatst        | 7              |

Vrouwen
| atlete               | onderdeel | eerste ronde         | tweede ronde         | derde ronde          | kwartfinale          | halve finale         | herkansing           | finale / BM          | finale / BM    |
| atlete               | onderdeel | tegenstander uitslag | tegenstander uitslag | tegenstander uitslag | tegenstander uitslag | tegenstander uitslag | tegenstander uitslag | tegenstander uitslag | rang           |
| -------------------- | --------- | -------------------- | -------------------- | -------------------- | -------------------- | -------------------- | -------------------- | -------------------- | -------------- |
| Leyla Aliyeva        | −48 kg    | n.v.t.               | Kurbonova V 00 - 01  | niet geplaatst       | niet geplaatst       | niet geplaatst       | niet geplaatst       | niet geplaatst       | niet geplaatst |
| Gultaj Mammadaliyeva | −52 kg    | n.v.t.               | Delgado V 00 - 01    | niet geplaatst       | niet geplaatst       | niet geplaatst       | niet geplaatst       | niet geplaatst       | niet geplaatst |

### Roeien
Mannen
| atleet          | onderdeel | series  | series | herkansingen | herkansingen | kwartfinale | kwartfinale | halve finale | halve finale | finale  | finale |
| atleet          | onderdeel | tijd    | rang   | tijd         | rang         | tijd        | rang        | tijd         | rang         | tijd    | rang   |
| --------------- | --------- | ------- | ------ | ------------ | ------------ | ----------- | ----------- | ------------ | ------------ | ------- | ------ |
| Diana Dymchenko | skiff     | 7.52,53 | 3 KF   | bye          | bye          | 7.53,76     | 4 HC/D      | 7.59,23      | 3 FC         | 7.35,19 | 17     |

Legenda: FA=finale A (medailles); FB=finale B (geen medailles); FC=finale C (geen medailles); FD=finale D (geen medailles); FE=finale E (geen medailles); FF=finale F (geen medailles); HA/B=halve finale A/B; HC/D=halve finale C/D; HE/F=halve finale E/F; KF=kwartfinale; H=herkansing

### Schermen
Vrouwen
| atleet      | onderdeel | eerste ronde         | tweede ronde         | derde ronde          | kwartfinale          | halve finale         | finale / BM          | finale / BM    |
| atleet      | onderdeel | tegenstander uitslag | tegenstander uitslag | tegenstander uitslag | tegenstander uitslag | tegenstander uitslag | tegenstander uitslag | rang           |
| ----------- | --------- | -------------------- | -------------------- | -------------------- | -------------------- | -------------------- | -------------------- | -------------- |
| Anna Bashta | sabel     | bye                  | Yang H W 15 - 9      | Kharlan V 6 - 15     | niet geplaatst       | niet geplaatst       | niet geplaatst       | niet geplaatst |

### Schietsport
Mannen
| atleet       | onderdeel            | kwalificaties | kwalificaties | finale         | finale         |
| atleet       | onderdeel            | punten        | rang          | punten         | rang           |
| ------------ | -------------------- | ------------- | ------------- | -------------- | -------------- |
| Ruslan Lunev | 10 m luchtpistool    | 571           | 24            | niet geplaatst | niet geplaatst |
| Ruslan Lunev | 25 m snelvuurpistool | 580-22x       | 18            | niet geplaatst | niet geplaatst |

### Taekwondo
Mannen
| atleet           | onderdeel | kwalificatie         | eerste ronde         | kwartfinale          | halve finale         | herkansing           | finale / BM             | finale / BM |
| atleet           | onderdeel | tegenstander uitslag | tegenstander uitslag | tegenstander uitslag | tegenstander uitslag | tegenstander uitslag | tegenstander uitslag    | rang        |
| ---------------- | --------- | -------------------- | -------------------- | -------------------- | -------------------- | -------------------- | ----------------------- | ----------- |
| Gashim Magomedov | -58 kg    | bye                  | Woolley W 2 - 0      | Vicente W 2 - 0      | Dell'Aquila W 2 - 0  | bye                  | Park T-j V 0 - 1 opgave | Zilver      |

### Triatlon
Individueel
| Atleet            | Evenement | Zwemmen(1.5 km) | Rang 1 | Fietsen (40 km) | Rang 2 | Lopen(10 km) | Totaal Tijd | Ranking |
| ----------------- | --------- | --------------- | ------ | --------------- | ------ | ------------ | ----------- | ------- |
| Rostislav Pevtsov | Mannen    | 21.33           | 37     | 56.01           | 50     | 31.42        | 1.50.36     | 43      |

### Worstelen

#### Grieks-Romeinse stijl
Mannen
| atleet           | onderdeel | eerste ronde           | kwartfinale          | halve finale         | herkansing           | finale / BM          | finale / BM    |
| atleet           | onderdeel | tegenstander uitslag   | tegenstander uitslag | tegenstander uitslag | tegenstander uitslag | tegenstander uitslag | rang           |
| ---------------- | --------- | ---------------------- | -------------------- | -------------------- | -------------------- | -------------------- | -------------- |
| Murad Mammadov   | −60 kg    | Rodríguez V 5 - 6PP    | niet geplaatst       | niet geplaatst       | niet geplaatst       | niet geplaatst       | 11             |
| Hasrat Jafarov   | −67 kg    | El-Sayed W 9 - 0ST     | Petic W 3 - 1PP      | Nasibov V 3 - 3PP    | bye                  | Ismailov W 8 - 0ST   | Brons          |
| Sanan Suleymanov | −77 kg    | Mnatsakanian W 2 - 0PO | Lévai W 1 - 1PP      | Zhadrayev V 1 - 6PP  | bye                  | Makhmudov V 5 - 6PP  | 5              |
| Rafig Huseynov   | −87 kg    | Losonczi V 2 - 5PP     | niet geplaatst       | niet geplaatst       | niet geplaatst       | niet geplaatst       | niet geplaatst |
| Sabah Shariati   | −130 kg   | Nabi W 1 - 1PP         | Syzdykov W 4 - 0PO   | López V 1 - 4PP      | bye                  | Mirzazadeh V 0 - 4PO | 5              |

#### Vrije stijl
Mannen
| atleet                 | onderdeel | eerste ronde           | kwartfinale           | halve finale             | herkansing           | finale / BM           | finale / BM    |
| atleet                 | onderdeel | tegenstander uitslag   | tegenstander uitslag  | tegenstander uitslag     | tegenstander uitslag | tegenstander uitslag  | rang           |
| ---------------------- | --------- | ---------------------- | --------------------- | ------------------------ | -------------------- | --------------------- | -------------- |
| Aliabbas Rzazade       | −57 kg    | Abdullaev V 4 - 11     | niet geplaatst        | niet geplaatst           | niet geplaatst       | niet geplaatst        | niet geplaatst |
| Haji Aliyev            | −65 kg    | Gomez W 7 - 0PO        | Muszukajev V 3 - 10PP | niet geplaatst           | niet geplaatst       | niet geplaatst        | niet geplaatst |
| Turan Bayramov         | −74 kg    | Valiev V 3 - 4PP       | niet geplaatst        | niet geplaatst           | niet geplaatst       | niet geplaatst        | niet geplaatst |
| Osman Nurmagomedov     | −86 kg    | Byambasuren W 11 - 2PP | Amine V 14 - 16PP     | niet geplaatst           | niet geplaatst       | niet geplaatst        | niet geplaatst |
| Magomedkhan Magomedov  | −97 kg    | Pérez W 9 - 0PO        | Baranowski W 7 - 2PP  | Matcharashvili V 0 - 5PO | bye                  | Mchedlidze W 10 - 0ST | Brons          |
| Giorgi Meshvildishvili | −125 kg   | Kamal W 4 - 0PO        | Munkthur W 12 - 2SP   | Petriashvili V 0 - 7PO   | bye                  | Baran W 9 - 3PP       | Brons          |

Vrouwen
| atleet         | onderdeel | eerste ronde         | kwartfinale          | halve finale         | herkansing           | finale / BM          | finale / BM    |
| atleet         | onderdeel | tegenstander uitslag | tegenstander uitslag | tegenstander uitslag | tegenstander uitslag | tegenstander uitslag | rang           |
| -------------- | --------- | -------------------- | -------------------- | -------------------- | -------------------- | -------------------- | -------------- |
| Mariya Stadnik | −50 kg    | Blayvas W 6 - 2PP    | Dolgorjav V 4 - 4PP  | niet geplaatst       | niet geplaatst       | niet geplaatst       | niet geplaatst |

### Zwemmen
Mannen
| atleet         | onderdeel         | series  | series | halve finale   | halve finale   | finale         | finale         |
| atleet         | onderdeel         | tijd    | rang   | tijd           | rang           | tijd           | rang           |
| -------------- | ----------------- | ------- | ------ | -------------- | -------------- | -------------- | -------------- |
| Ramil Valizada | 200 m vlinderslag | 1.59,77 | 25     | niet geplaatst | niet geplaatst | niet geplaatst | niet geplaatst |

Vrouwen
| atlete                | onderdeel       | series | series | halve finale   | halve finale   | finale         | finale         |
| atlete                | onderdeel       | tijd   | rang   | tijd           | rang           | tijd           | rang           |
| --------------------- | --------------- | ------ | ------ | -------------- | -------------- | -------------- | -------------- |
| Mariam Sheikhalizadeh | 50 m vrije slag | 26,76  | 35     | niet geplaatst | niet geplaatst | niet geplaatst | niet geplaatst |